# テッド・シャークス
テッド・シャークス（Ted Sharks、1981年1月25日 - ）は、日本のCM監督・映画監督。茨城県出身。

## 来歴
システムエンジニアとして働く傍ら、デジタルハリウッドCGアニメーションクラスに入学。その後制作したCGアニメ作品『スプーンとナイフが出逢う時』で「つくばショートムービーコンペティションつくっぺ｣筑波学院大学長賞を受賞した。
2015年、渡米しニューヨークフィルムアカデミー映画監督コースに入学する。在学中に制作した『Hard to say』がメトロポリタンフィルムフェスティバルオブニューヨークでベストミュージックビデオ賞を受賞した。その後もショートフィルム『Red Rose Chronicle』がAccolade Global Film CompetitionとBest Shorts CompetitionでAward of Recognicion賞を受賞した。
2018年に帰国後は、自ら撮影しながら監督・編集を行う、ドキュメンタリー的撮影スタイルで、数々のクライアントのCMや広告タイアップを制作。

## エピソード
10年間サラリーマンを続けていたが、東日本大震災で両親が被災し、いつ理不尽に人生が終わっても後悔がないように映画監督になることを決意した。

## 作品

### CM・広告タイアップ
- 森永製菓inゼリーTVCM（2020年）監督・撮影・編集
- ROLEX SATO〜次世代に残したい里〜（2019年〜）監督・撮影・編集
- セイコーウオッチ Presage（2020年〜）監督・撮影・編集
- LEGOジャパン Rebuild the World（2021年）監督・撮影・編集
- メルセデスベンツジャパン （2022年）監督・撮影・編集
- LONGINES（2020年）監督・撮影・編集

### 映画
- King of beers（2015年）脚本・監督
- Hard to say（2015年）脚本・監督
- Save the Underprivileged（2015年）脚本・監督
- Yes, Sorry and F**k（2016年）脚本・監督
- An Ideal Marriage（2016年）脚本・監督

### CGアニメーション
- シャンプーボトル君の戦い（2012年）脚本・監督・制作
- スプーンとナイフが出逢う時（2014年）脚本・監督・制作

## 受賞歴
- スプーンとナイフが出逢う時（2015年）
  - つくばショートムービーコンペティションつくっぺ　筑波学院大学長賞[2]
- Hard to say（2016年）
  - Metropolitan Film Festival of New York City　Best Music Video賞[3]
- Red Rose Chronicle（2016年）
  - Accolade Global Film Competition　Award of Recognition賞[5]
  - Best Shorts Competition  Award of Recognition賞[6]
- 2021年度朝日広告賞朝日新聞特別賞「& Time presented by セイコーウオッチ」（2022年）